# Tellervo melane
Tellervo melane är en fjärilsart som beskrevs av Jean Baptiste Godart 1819. Tellervo melane ingår i släktet Tellervo och familjen praktfjärilar. Inga underarter finns listade i Catalogue of Life.